# إرنست بريتون
إرنست بريتون (بالفرنسية: Ernest Breton)‏ هو عالم آثار ورسام فرنسي، ولد في 21 أكتوبر 1812 في باريس في فرنسا، وتوفي بنفس المكان في 29 مايو 1875.